# Goudsijs
De goudsijs (Spinus tristis, synoniem: Carduelis tristis), ook wel (letterlijk uit het Engels vertaald) Amerikaanse goudvink, is een zangvogel uit de familie van de vinkachtigen.

## Leefgebied
De soort komt voor in Amerika, te weten in de  Verenigde Staten en Canada. De dieren geven de voorkeur aan open vlakten zoals maden, riviervlakten, boomgaarden, tuinen en weilanden.
Het leefgebied strekt zich tijdens het broedseizoen uit over Noord-Amerika van kust tot kust, en van Midden-Alberta in het noorden tot North Carolina in het zuiden. De soort is een trekvogel; in de wintermaanden verblijven ze meer in het zuiden van de Verenigde Staten en Mexico.
De soort profiteert van de aanwezigheid van mensen; de vogels komen veelvuldig voor in woonwijken waar ze afkomen op vogelhuisjes. Bovendien zorgt ontbossing ervoor dat open vlakten waarin de soort zich het meest thuis voelt sterk toenemen.
In de 19e eeuw werden pogingen gedaan om de goudsijs te introduceren in Bermuda, en in 1938 in Tahiti. Beide pogingen mislukten echter.
De soort telt vier ondersoorten:
- Spinus tristis pallida: het zuidelijke deel van Centraal-Canada en de centrale en westelijk-centrale Verenigde Staten.
- Spinus tristis jewetti: zuidwestelijk Canada en de noordwestelijke Verenigde Staten.
- Spinus tristis salicamans: de zuidwestelijke Verenigde Staten en noordwestelijk Mexico.
- ''Spinus tristis tristis: zuidoostelijk Canada en de centrale en oostelijke Verenigde Staten.

## Uiterlijke kenmerken
De goudsijs is een kleine vogel; ze worden gemiddeld 11 tot 13 centimeter lang, met een spanwijdte van 19 tot 22 centimeter. Hun gewicht ligt tussen de 10 en 20 gram. Hun snavel is klein, kegelvormig en het grootste gedeelte van het jaar roze van kleur. Alleen in de zomermaanden kleurt hij oranje.
De goudsijs kent een duidelijke seksueel dimorfie in de kleuren van hun veren; de mannetjes zijn grotendeels felgeel in de zomer en olijfkleurig in de winter, terwijl de vrouwtjes altijd een doffe geelbruine kleur hebben die in de zomer iets lichter wordt. De felle kleuren van het mannetje zijn bedoeld om vrouwtjes te lokken en ontstaan dankzij carotenoïde pigmenten die het mannetje verkrijgt uit zijn voeding.
De goudsijs is de enige soort uit zijn familie die een gehele rui ondergaat. Dit gebeurt in het voorjaar en het najaar. Bij de rui in het najaar worden alle veren gewisseld, in het voorjaar blijven echter de vleugel- en staartveren behouden.

## Voeding
De goudsijs voedt zich voornamelijk met zaden, maar eet van tijd tot tijd ook insecten en bessen. Insecten worden ook veel aan de jongen gevoerd daar ze rijk zijn aan proteïnen. De zaden waar de vogel zich mee voedt komen van een groot aantal eenjarige planten, waaronder grassen en struiken. Voorbeelden zijn distels, de kaardenbol, en zonnebloemen.
Anders dan andere vinkensoorten, maakt de goudsijs gebruik van zijn poten bij het eten. Hij hangt met zijn poten aan de zaadlijsten om zo makkelijker bij de zaden te kunnen.

## Voortplanting

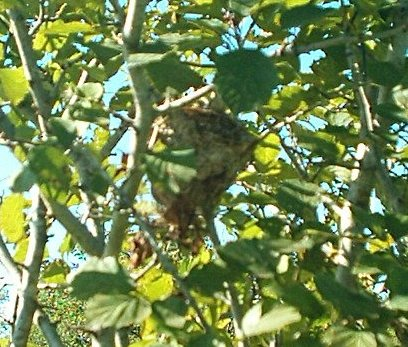
Nest van de goudsijs

De goudsijs heeft zijn broedseizoen later in het jaar dan andere vinken, mogelijk omdat pas later in de zomer de meeste zaden te vinden zijn.
De mannetjes trekken de aandacht van de vrouwtjes met hun zang, kleuren en luchtmanoeuvres. Als het mannetje eenmaal een partner gevonden heeft, zoekt hij een geschikt territorium uit. Hier bouwt het vrouwtje het nest. Het nest wordt meestal in een struik of boom gemaakt op 10 meter boven de grond. Het bouwen duurt ongeveer 6 dagen. Het mannetje vliegt vaak met het vrouwtje mee tijdens de bouw en draagt soms ook wat nestmateriaal. Het nest bestaat aan de buitenkant uit takjes, bast, en gras. Het nest heeft van binnen een diameter van 6,5 centimeter. Vaak wordt spinnenweb en draad van cocons gebruikt ter versteviging.
De goudsijs legt vier tot zes blauw-witte eieren, ongeveer ter grootte van een pinda. De eieren komen na twaalf tot veertien dagen uit. De jongen zijn nestblijvers; bij de geboorte zijn ze kaal en hun ogen zijn nog gesloten. De moeder neemt de verzorging van de jongen op zich. Na 11 tot 15 dagen zijn hun eerste veren volgroeid en kunnen ze al korte stukjes leren vliegen.Tot 3 weken nadat ze het nest voor de eerste keer verlaten, helpt het mannetje de jongen nog met voedsel vinden. Daarna zijn ze geheel zelfstandig.
Goudsijzen hebben nog weleens last van broedparasieten, zoals de bruinkop-koevogel.